# Loubet Bravo
Loubet Bravo (Vila Nova de Gaia, 1910 — Queluz, 1978) foi um cantor de Fado de Coimbra. "Anda Ver o Douro" foi uns dos muitos temas que celebrizou.

## Biografia
Loubet Bravo nasceu em 1910 na freguesia da Madalena, Vila Nova de Gaia. Casou em 1956 com Adília Bravo, tendo tido dois filhos; Manuela e Libânio. Manuela que se viria a tornar na cantora Manuela Bravo.
Participou no filme O Costa do Castelo (1943) onde interpretou a canção "Do Castelo à Madragoa".
Pela editora discográfica Rapsódia lançou o EP "Rendilheiras de Vila do Conde" com os temas "Canto de Cisne", "Noites de Luar" e "Oh! Mocidade".
Em 1968 foi editado pela Marfer o EP "Loubet Bravo. Fados de Coimbra" onde foi acompanhado à guitarra por Carlos Gonçalves e António Chainho, José Maria da Nóbrega (viola) e Raul Silva (viola baixo).
O seu nome é homenageado com ruas na Madalena (Vila Nova de Gaia), onde nasceu, e Queluz, onde viveu.
Loubet Bravo faleceu em 1978, vítima de acidente ferroviário.

## Discografia

### Compilações
- Sucessos do Cinema Português (Colecção: O Melhor dos Melhores; n.º 99) (1998, CD, Movieplay) Tema: "Do Castelo à Madragoa"[2]